# Lexus UCF30
Der Lexus UCF30, Verkaufsbezeichnung Lexus LS 430 ist ein von Mitte 2000 bis Sommer 2006 gebauter PKW der Oberklasse der zu Toyota gehörigen Marke Lexus. In Japan wurde das Modell als Toyota Celsior verkauft.

## Geschichte

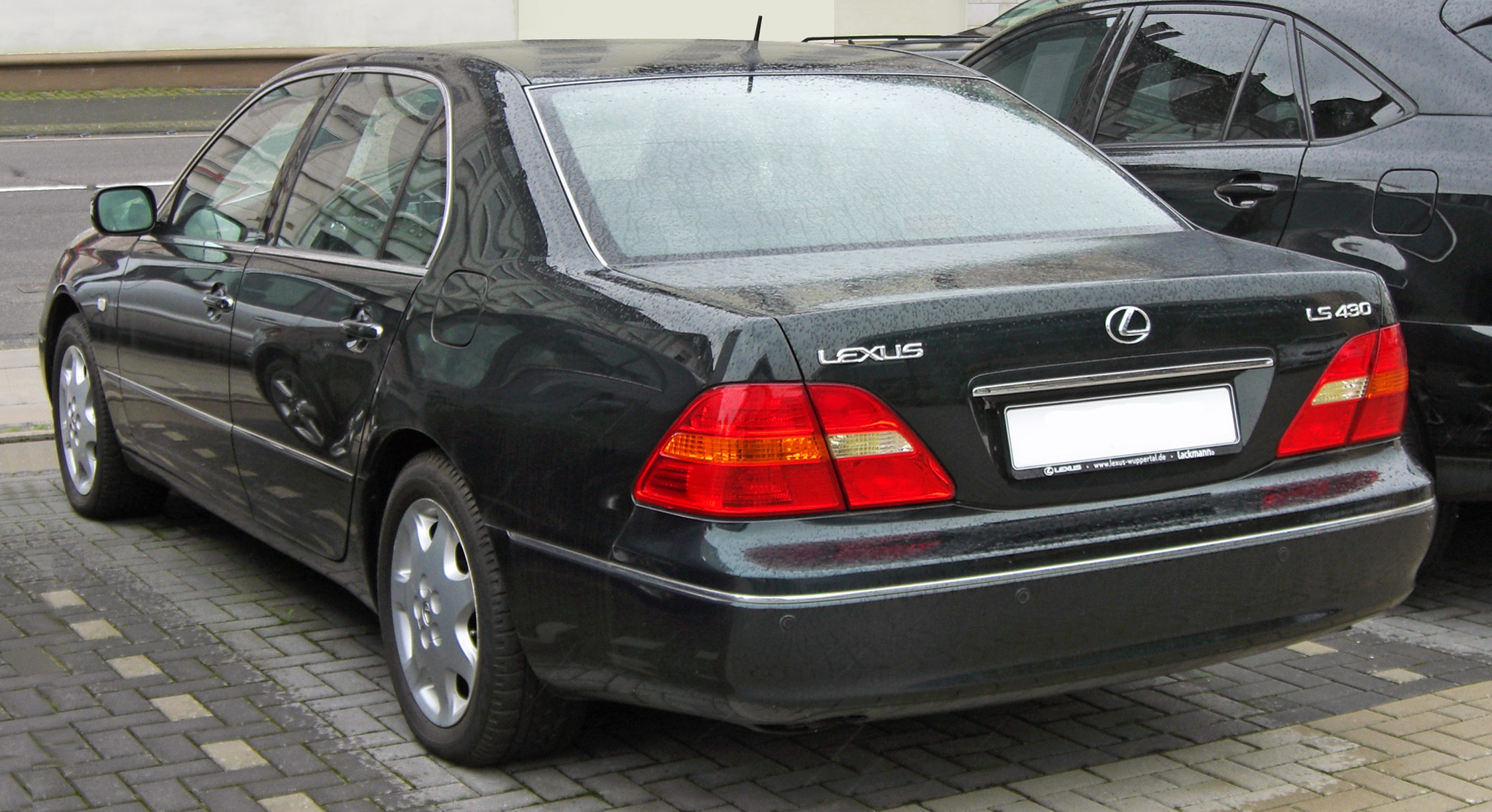
Heckansicht

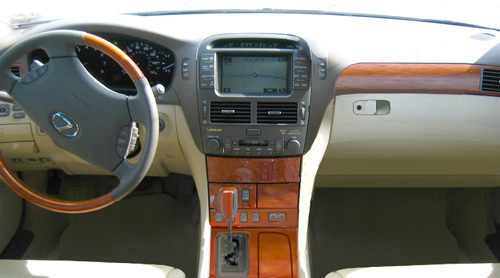
Innenraum

Die dritte Generation des Lexus LS wurde Anfang 2000 auf der North American International Auto Show in Detroit vorgestellt. Der Wagen verfügt in der einzig angebotenen Version über einen 4,3-Liter-V8-Benzinmotor, der den zuvor seit Einführung des LS im Herbst 1989 eingesetzten 4-Liter-V8 ersetzt. Hieran orientiert sich auch die Verkaufsbezeichnung. Es war der erste Lexus mit Abstandsregeltempomat (Dynamic Laser Cruise Control, auf Lidar-Basis), Notrufsystem, Keyless Go.

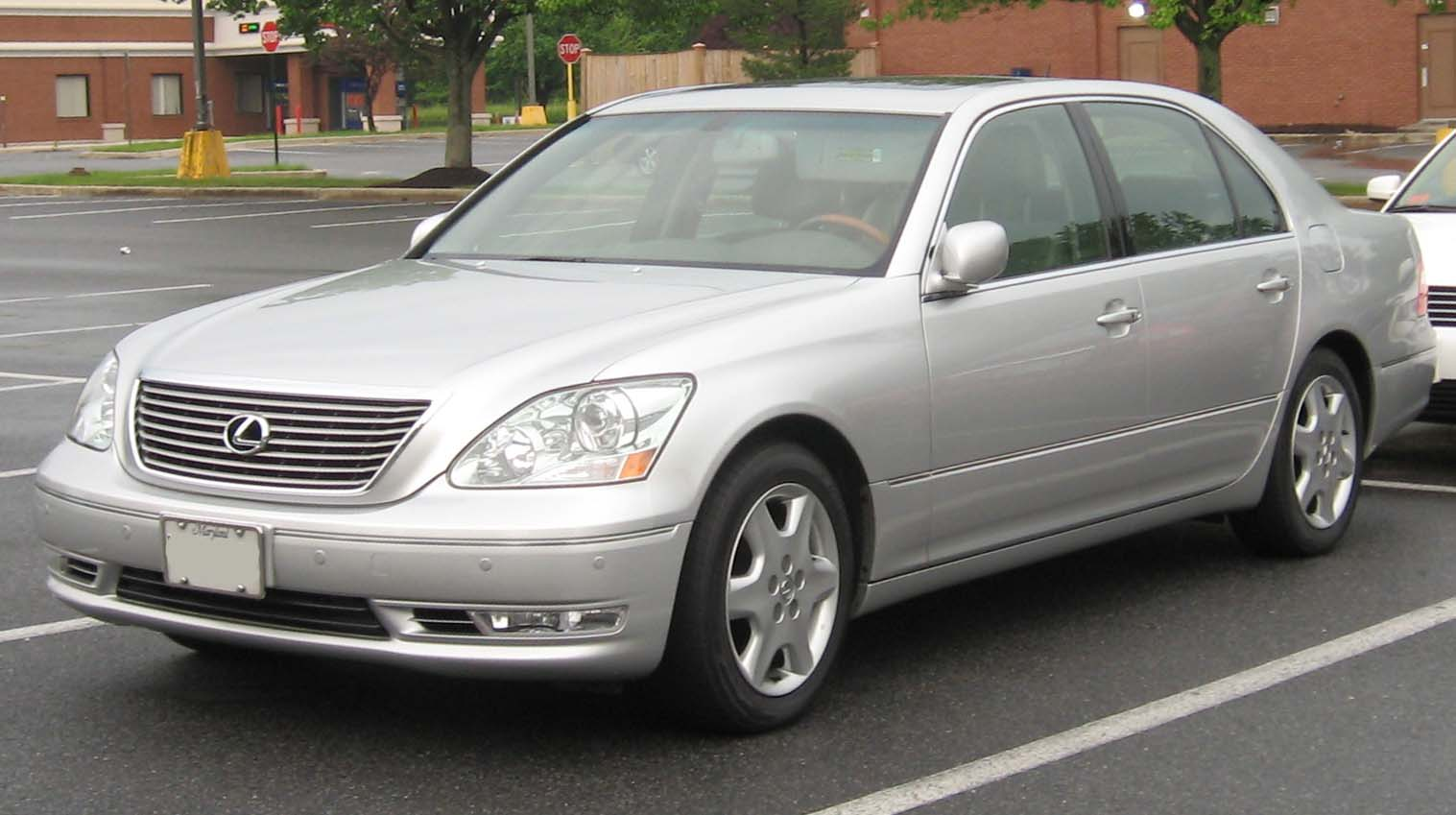
Lexus LS430 Modellpflege (2003–2006)

Mit dem Lexus UCF31 kam im Herbst 2003 das überarbeitete Modell des LS auf den Markt.
Dabei wurde ein neues Sechsstufen-Automatikgetriebe, einige optische Veränderungen und technische Neuerungen eingeführt. Die Front und das Heck wurden verändert sowie adaptive Scheinwerfer eingeführt, welche sich dem Lenkeinschlag anpassen. Des Weiteren kamen LED-Heckleuchten und geänderte Raddimensionen. Im Inneren wurden Knie-Airbags eingeführt, beleuchtete Spiegel im Fond und geänderte Innenverkleidung.
Neue optionale Ausstattung waren ein überarbeitetes Navigationsgerät, Bluetooth, Rückfahrkamera, ein radargestützter Abstandsregeltempomat und ein Auffahrwarner (erste Generation des radargestützten Pre-Crash-Sicherheitssystems PCS). Eine programmierbare Einheit im Inneren des Fahrzeugs erkennt nun den elektronischen Zündschlüssel automatisch und entriegelt die Türen bei Berührung (Keyless Go).
Die neuen Scheinwerfer waren nun weniger weit in die Kotflügel gezogen, die Blinker unauffälliger in diesen integriert.

## Technische Daten
| Modell                          | LS 430                                                             |
|                                 |                                                                    |
|                                 |                                                                    |
| Zylinderzahl                    | V8                                                                 |
| Hubraum (cm³)                   | 4293                                                               |
| Getriebe                        | 5-Stufenautomatik (bis Facelift) / 6-Stufenautomatik (ab Facelift) |
| Max. Leistung (kW/PS)           | 207/282 bei 5600                                                   |
| Max. Drehmoment (Nm)            | 417 bei 3500                                                       |
| Höchstgeschwindigkeit (km/h)    | 250                                                                |
| Beschleunigung (0–100 km/h)     | 6,3 s (Facelift) / 6,7 s (Vorfacelift)                             |
| Verbrauch kombiniert (l/100 km) | 11,4                                                               |
| CO2-Emissionen (kombiniert)     | 270 g/km                                                           |
| Tankinhalt (Liter)              | 84                                                                 |
| Preis (2006)                    | 72.000 €                                                           |